# Fritz Wurlitzer

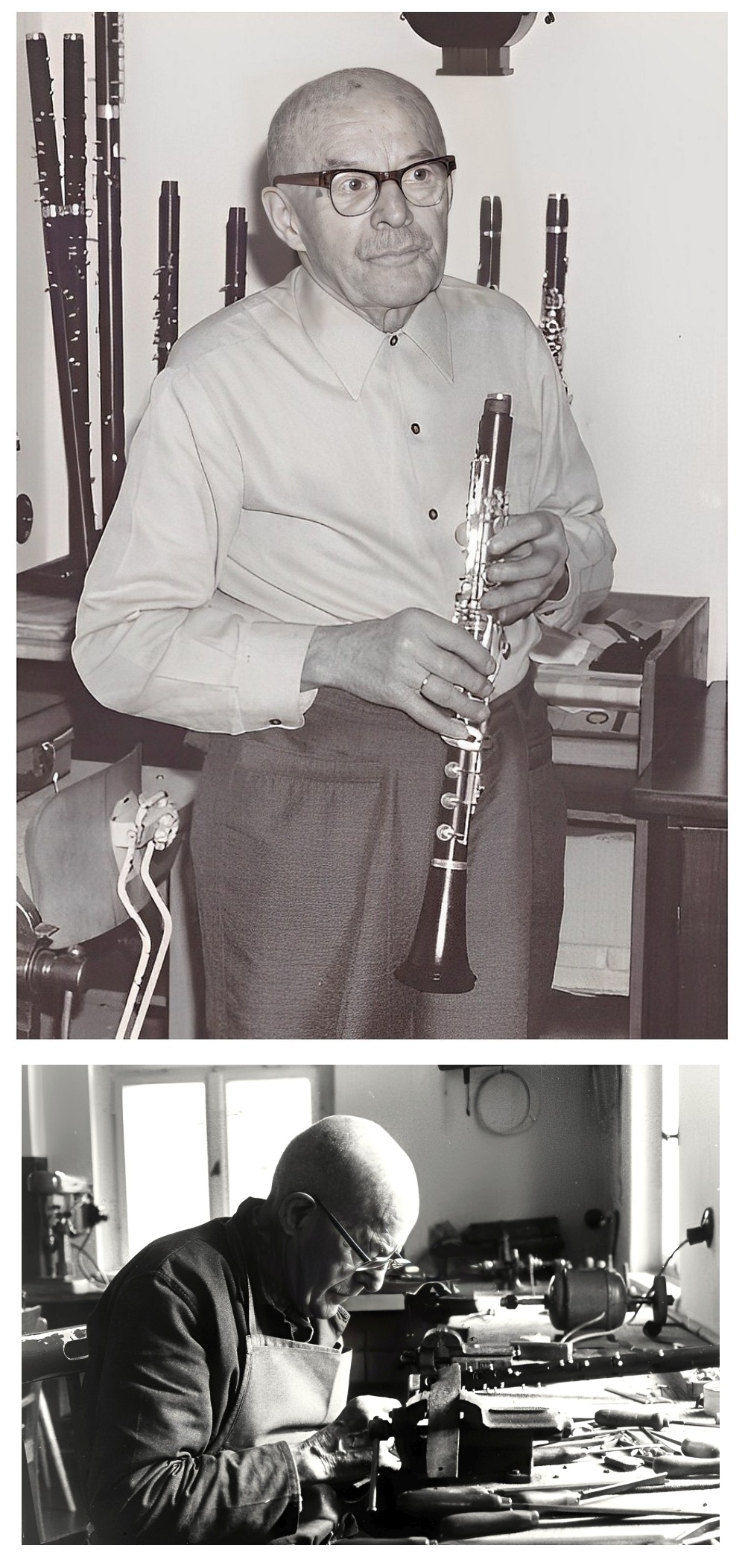
Fritz Wurlitzer in den 1970er Jahren in seiner Werkstatt

Fritz Ulrich Wurlitzer (* 21. Dezember 1888; † 5. April 1984) war ein deutscher Klarinettenbaumeister, ansässig in Erlbach  im Vogtland im Musikwinkel. Besondere Leistungen sind wesentliche Verbesserungen der deutschen Bassklarinette und der Schmidt-Kolbe-Klarinette sowie, basierend auf Vorarbeiten des Klarinettisten Ernst Schmidt, die Entwicklung der Reform-Böhm-Klarinette.

## Geschichte
Fritz Wurlitzer entstammte einer seit Generationen im Musikinstrumentenbau tätigen Familie. Sein Vater Paul Oskar Wurlitzer (1868–1940) fertigte in seiner Werkstatt in Erlbach Klarinetten und andere Holzblasinstrumente. Parallel dazu eröffnete Fritz Wurlitzer nach Lehr- und Wanderjahren 1929, ebenfalls in Erlbach, eine eigene Werkstatt zur Herstellung verschiedener Holzblasinstrumente. Ab 1935 nach Bezug neuer Räumlichkeiten konzentrierte er sich erfolgreich mit bis zu zehn Mitarbeitern auf den Bau von Klarinetten. Ein 1956 erschienener Katalog weist ein umfangreiches Programm von Klarinetten unterschiedlicher Systeme auf.
1946 trat Wurlitzer der Handwerker-Genossenschaft Migma Musikinstrumenten-Handwerker-Genossenschaft, Markneukirchen bei, aus der er 1980 altersbedingt wieder ausschied. So entging er der Verstaatlichung. Allerdings bestimmte der Staat die Preise für deren Dienstleistungen und Erzeugnisse. Zudem wurden die Handwerker und die anderen Selbständigen in der DDR so hoch besteuert, dass ihr Nettoeinkommen kaum höher lag als das allgemeine Lohnniveau der Werktätigen.  Dass Name und Marke und auch das Qualitätsniveau erhalten blieb, ist dem Handwerkerethos der Meister zu verdanken, die ohne nennenswerte wirtschaftliche Vorteile ihrem Ideal nachgingen.
Ab Anfang der 1970er Jahre ging die Anzahl der Gesellen Wurlitzers allmählich zurück, bis 1976 der letzte Mitarbeiter ausschied. Aber auch dann arbeitete er bis zum Alter von 90 Jahren noch gelegentlich in seiner Werkstatt.

## Leistungen

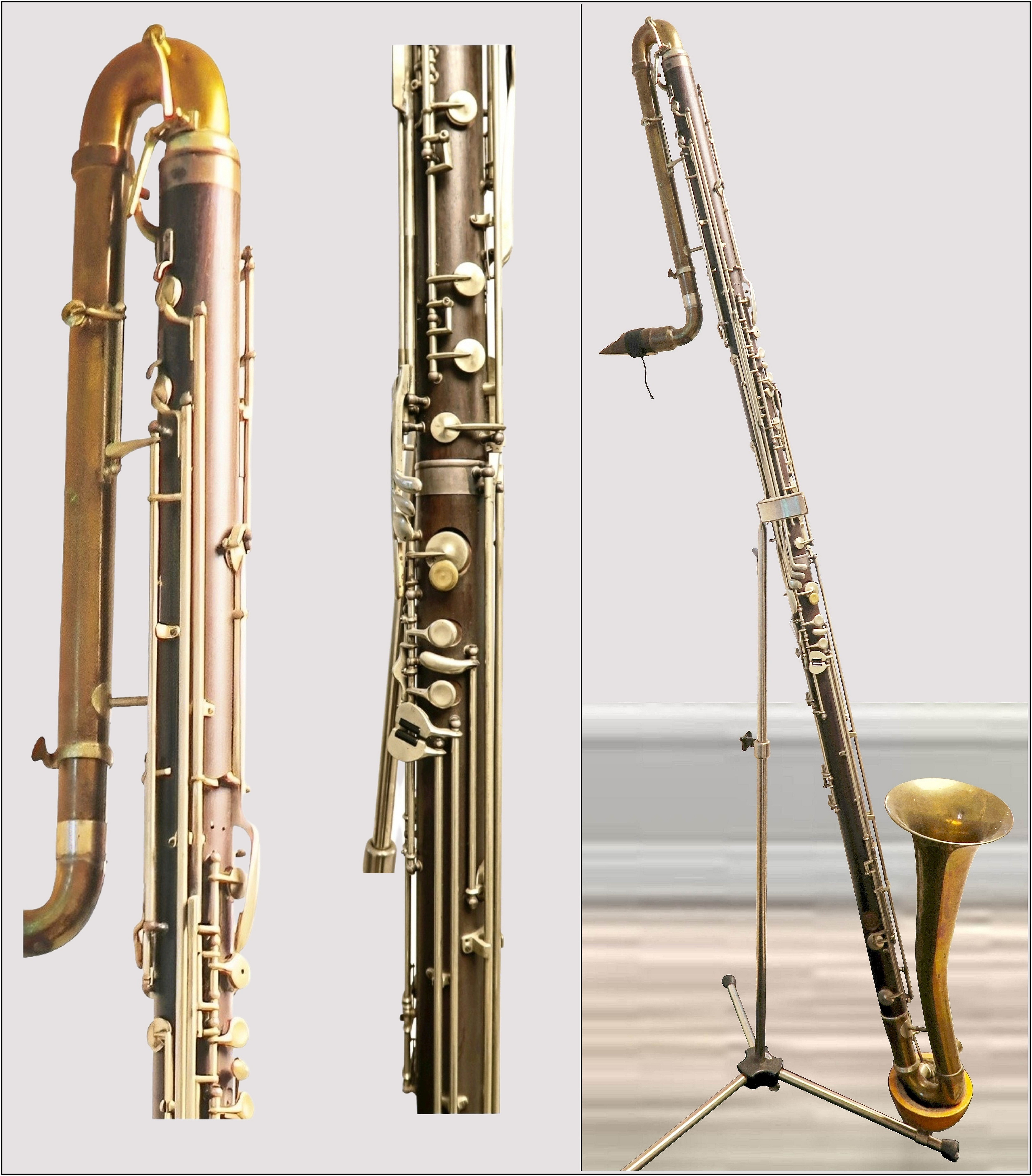
Kontrabassklarinette von Fritz Wurlitzer

Als bedeutendste Entwicklung von Fritz Wurlitzer gilt die Verbesserung der deutschen Bassklarinette, die sich vor allem durch eine genaue Intonation und einen sonoren Klang auszeichnete und die in vielen auch namhaften Orchestern gespielt wurde. Diese stellte er nicht nur in der Stimmung B her, sondern auch in der äußerst selten anzutreffenden Stimmung A. In den 1970er Jahren entwickelte er zudem eine Kontrabassklarinette, von der allerdings nur ein Prototyp gebaut wurde.
Als weitere besondere Leistung wird die langjährige Herstellung der Schmidt-Kolbe-Klarinette angesehen, nachdem sich der Mannheimer Klarinettist und Erfinder dieses Instruments Ernst Schmidt (ca. 1871–1954) Mitte der 1930er Jahre mit seinem Klarinettenbauer Louis Kolbe, Altenburg, überworfen hatte. Schmidt und Wurlitzer überarbeiteten das Instrument noch einmal, bevor Wurlitzer 1937 mit der Herstellung dieses Klarinettentyps begann, die mit Beendigung seiner Berufstätigkeit leider ebenfalls zu Ende ging, obwohl diese Variante des deutschen Systems damals in mehrfacher Hinsicht der Oehler-Klarinette überlegen war und von namhaften Solisten gespielt wurde. Heute kann man sie nur noch gebraucht erwerben.
International bekannt wurde Fritz Wurlitzer durch die Entwicklung der Reform-Böhm-Klarinette. Dabei griff er zurück auf Arbeiten von Schmidt, der als Klarinettist bereits 1895 zum Böhm-System übergewechselt war. Dieser hatte an der Böhmklarinette nach naturwissenschaftlich-mathematischen Grundsätzen Veränderungen vorgenommen, die zu einem revidierten Instrument führten, das sich rein äußerlich durch Rollen zwischen den beiden oberen Klappen für den rechten kleinen Finger auszeichnete, vor allem aber eine veränderte Bohrung mit einem anderen Klangcharakter aufwies und das er „Reform-Böhm-Klarinette“ nannte. Dieses Instrument kam allerdings erst auf den Markt, nachdem Fritz Wurlitzer in der zweiten Hälfte der 1940er Jahre die Arbeiten von Schmidt fortsetzte und eine Böhmklarinette unter Beibehaltung des Griffsystems so veränderte, dass ihr Klang weitgehend dem der historischen und damit auch dem der Oehler-Klarinette entsprach. 1949 konnte er einem Klarinettisten des Concertgebow-Orchesters in Amsterdam die erste so gefertigte Klarinette aushändigen, für die er den Namen Reform-Böhm-Klarinette beibehielt.

### Nachfolge
Sein Sohn Herbert Wurlitzer (1921–1989) floh im Jahre 1959 mit seiner Familie in die Bundesrepublik Deutschland, wo er eine Manufaktur zum Bau von Klarinetten des Oehler-Systems und des Reform-Böhm-Systems errichtete. Mit dieser gewann er im Laufe der Jahre durch die Qualität seiner Instrumente Ansehen und in Deutschland die Marktführerschaft und wurde mit seinen Reform-Böhm-Klarinetten auch in anderen Ländern bekannt. Die Firma, die seit dem Tod der Ehefrau Ruth von Herbert Wurlitzer in 2014 unter der Leitung seines Sohnes Frank-Ulrich und seines Schwiegersohnes Bernd Wurlitzer steht, errichtete nach der Wende im Jahre 1992 in Markneukirchen eine Zweigniederlassung mit einer zweiten Produktionsstätte, in die auch die ehemalige Werkstatt von Fritz Wurlitzer integriert wurde.